# Daniel Fuhrhop

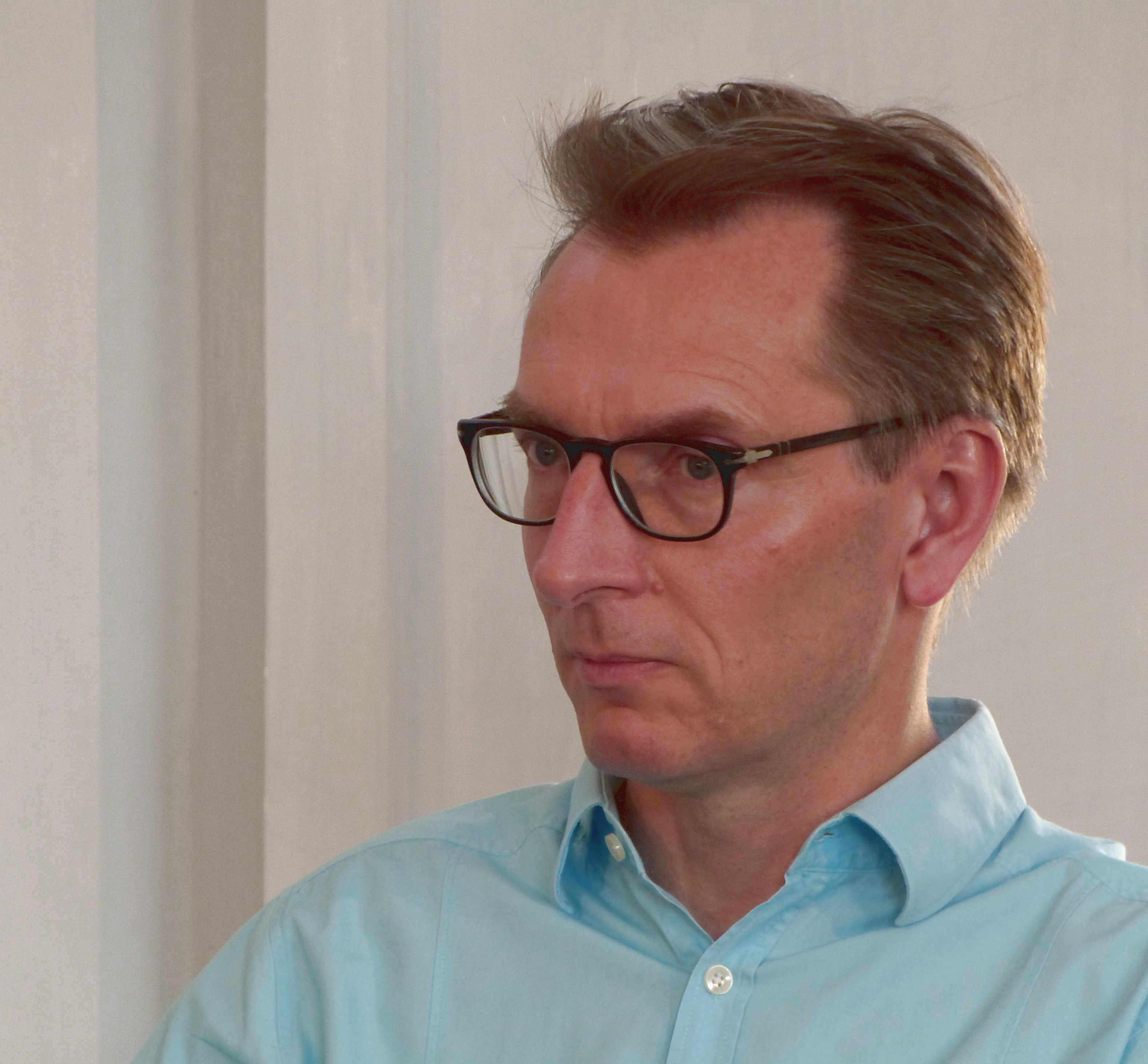
Daniel Fuhrhop auf dem Erlanger Poetenfest, 2019

Daniel Fuhrhop (* 1967 in Paris) ist ein deutscher Autor, Wirtschaftswissenschaftler und ehemaliger Verleger.

## Leben und Werk
Daniel Fuhrhop wuchs in Wuppertal auf, absolvierte seinen Zivildienst in München und studierte ab 1989 Architektur und Stadtplanung sowie Betriebswirtschaftslehre an der TU Berlin. Seine Diplomarbeit bei Harald Bodenschatz schrieb er über Shopping-Center aus betriebswirtschaftlicher und stadtplanerischer Sicht.
1998 gründete er den Stadtwandel Verlag, einen Architekturverlag. In der Reihe Die Neuen Architekturführer erschienen postkartengroße Monographien zu einzelnen Orten oder Gebäuden. Die Reihe Gedenkorte zeigte Stätten aus der Zeit des Nationalsozialismus. Die Reihe Stadt im Wandel präsentierte Projekte für den „Stadtwandel in Zeiten des Klimawandels“. Von 2000 bis 2004 publizierte der Verlag das Magazin Der Entwurf mit Informationen für Architekturstudenten. 2013 verkaufte Fuhrhop den Verlag, der seitdem als Imprint beim Verlag Schnell und Steiner geführt wird. Nach dem Verkauf veröffentlichte er 2017 erstmals ein eigenes Buch in seinem ehemaligen Verlag. Es befasst sich mit der Neuelandstraße in Bremerhaven.
Im Jahr 2013 startete er einen Blog mit dem Titel Verbietet das Bauen, dessen Berichte, Filme und Fotos „den anhaltenden Betongoldrausch und seine Folgen dokumentieren“ und Beispiele für ressourcenschonende Stadtplanung zeigen. 2015 veröffentlichte er die gleichnamige Streitschrift im oekom-Verlag. Das Buch vertritt die These, dass es „genug leerstehende oder unzureichend genutzte Gebäude gäbe, um den gesamten Raumbedarf aller Privatpersonen, Unternehmen und öffentlichen Einrichtungen zu decken.“ Passivhäuser seien nicht ökologisch und der Neubau von Wohnungen sei nicht unbedingt sozial, weshalb Fuhrhop vorschlägt, stattdessen Altbauten zu erhalten, Leerstand zu beseitigen und Städte neu zu beleben. Jochen Zenthöfer argumentierte in der FAZ, das Buch sei ein wichtiger Debattenimpuls, mit dem Fuhrhop vermutlich Natur- und Denkmalschützer gewinnen könne. Arnold Bartetzky begegnet dem Buch in derselben Zeitung wohlwollend, lehnt einen rigiden Neubaustopp hingegen als „Fundamentalismus“ ab. Er bezweifelt, dass sich Fuhrhop mit seinen Vorschlägen gegen Lobbyisten und Interessengruppen durchsetzen kann. Robert Kaltenbrunner fasst in der Frankfurter Rundschau zustimmend zusammen: „Recycling ist das bessere Bauen“. Andrea Dernbach bezeichnet das Buch im Tagesspiegel als „kurzweilige Polemik gegen immer mehr Häuschen im Grünen“. Burkhard schreibt in der Zeitschrift Stahlbau, der „Inhalt sei nicht so reißerisch wie der Titel“. Die Kritik am „Bauen am Bedarf vorbei“ oder der „Ideologie des Neubaus gegenüber dem Modernisieren, Instandsetzen und -halten“ hätten „Vernunft auf ihrer Seite, die auch sich derzeit noch hartnäckig haltenden Ökobau-Ideologien fern steht“. Das Buch bleibe auch nicht bei bloßer Kritik, sondern sammle Projekte für eine andere Zukunft des Bauens.
Im Jahr 2016, als Reaktion auf die Europäische Flüchtlingskrise und die Fragen, ob seine Thesen aus Verbietet das Bauen unter den neuen Umständen noch gelten würden, veröffentlichte Fuhrhop das Buch Willkommensstadt. Darin vertritt er eine „durchweg optimistische“ Botschaft, dass ein gelungenes Zusammenleben klappen kann, wenn Flüchtlingsfamilien nicht geballt untergebracht, sondern in den Wohngebieten der Städte verteilt werden. Er plädiert dabei, „durchaus streitbar“, für Wohnorte für alle und einen originelleren Umgang mit Immobilien.
Im Jahr 2018 veröffentlichte Fuhrhop das Buch Einfach anders wohnen, in dem er Beispiele aufzeigte, wie man in Wohnungen Platz schaffen und besser nutzen kann.
Ab 2019 arbeitete Fuhrhop als Wirtschaftswissenschaftler im Fachgebiet Ökologische Ökonomie bei Bernd Siebenhüner an der Carl von Ossietzky Universität Oldenburg zur optimierten Wohnraumnutzung. Im Jahr 2023 veröffentlichte er seine Dissertation Der unsichtbare Wohnraum.
Im März 2021 gaben Die Grünen in Oldenburg bekannt, Fuhrhop bei der Kommunalwahl 2021 als parteilosen Kandidaten für das Amt des Oberbürgermeisters aufzustellen. Er erreichte die Stichwahl, die der Amtsinhaber Jürgen Krogmann (SPD) mit 54 % für sich entscheiden konnte.
Seine Frau Nanna Fuhrhop ist Professorin für Sprachwissenschaft. Gemeinsam haben sie zwei erwachsene Kinder.

## Bücher
- Willkommensstadt: wo Flüchtlinge wohnen und Städte lebendig werden. oekom, München 2016, ISBN 978-3-86581-812-6.
- Neuelandstrasse Bremerhaven: Wohnwege für neue Nachbarschaft (= Stadt im Wandel. 21). Stadtwandel Verlag, Regensburg 2017, ISBN 978-3-86711-245-1.
- Einfach anders wohnen: 66 Raumwunder für ein entspanntes Zuhause, lebendige Nachbarschaft und grüne Städte. oekom, München 2018, ISBN 978-3-96238-016-8.
- Verbietet das Bauen! Streitschrift gegen Spekulation, Abriss und Flächenfraß. 2. Auflage. oekom, München 2020, ISBN 978-3-96238-194-3.
- Countdown für die Stadt: Wie ich beinahe Oberbürgermeister einer Großstadt wurde – ein politisches Tagebuch. Isensee Verlag, Oldenburg 2022, ISBN 978-3-7308-1919-7.
- Der unsichtbare Wohnraum: Wohnsuffizienz als Antwort auf Wohnraummangel, Klimakrise und Einsamkeit. Transcript, Bielefeld 2023, ISBN 978-3-8376-6900-8 (zugleich Dissertation, Universität Oldenburg).